# صبح (قرطبه)
صبح (انگلیسی: Subh of Cordoba) یا صبح بشکنجی (۹۴۰ – ۱۱ دسامبر ۰۹۹۹)، همسر خلیفه اموی اندلس حکم دوم و مادر خلیفه اموی اندلس هشام دوم بود. وی ابتدا از خاندان ناوار بود به نام آئورا بود که به بردگی گرفته شد. وی بعدها به عنوان همسر خلیفه انتخاب شد و به اسلام گروید و نام صبح را بر خود برگزید.
صبح در اواخر دوره سلطنت شوهرش خلیفه حکم دوم از سال ۹۶۵ که علاقه‌اش را نسبت به مدیریت روزانه امور حکومتی از دست داده بود، ناگهان قدرتمند شد. بنا به گزارش‌ها خلیفه این کارها را به همسر مورد علاقه خود یعنی صبح واگذار کرد؛ او نیز با کمک المنصور (منصور بن ابی عامر) منشی و دستیارش امور دولت را پنهانی اداره می‌کرد. صبح اقتدار خود را فقط مدیون سلطه و نفوذش بر سر خلیفه آن هم به عنوان مادر فرزندان خلیفه و مادر وارث تاج و تخت بود. با مرگ خلیفه مسن حکم دوم، در سال ۹۷۶، او با کمک خادم و منشی مورد اعتماد خود منصور بن ابی عامر توانست تدابیری را اتخاذ کند و پسرش هشام را به عنوان خلیفه هشام دوم معرفی کرد و خود این‌بار رسماً کنترل کامل همه امور مربوط به امر و نهی، رتق و فتق، تبعید و بخشش، دخل و خرج، عزل و نصب و مرگ و زندگی در سراسر سرزمین را عهده‌دار شد و با کمک منصور بن ابی عامر که او نیز به عنوان مورد اعتماد ملکه مادر توانست قدرت و اقتدار بسیاری را آشکارا کسب کند، امور را اداره می‌کرد. هرچند همکاری صمیمانه و اتحاد قوی و طولانی مدت ملکه مادر صبح و وزیر منصور بن ابی عامر  که ۳۰ ساله از سالهای ۹۶۶ تا ۹۹۶ به درازا کشید، بخاطر جاه‌طلبی های زیادی و رو به رشد المنصور کاملاً از هم پاشید، و باعث درگیری دو طرف بین سالهای ۹۹۶ تا ۹۹۹ شد و سرانجام منجر به کاهش قدرت و اقتدار ملکه مادر صبح توسط المنصور و بعد در سال ۹۹۹ مسمومیت احتمالی و مرگ نابهنگام صبح شد.